# Ouratea heterobracteata
Ouratea heterobracteata är en tvåhjärtbladig växtart som beskrevs av Claude Henri Léon Sastre. Ouratea heterobracteata ingår i släktet Ouratea och familjen Ochnaceae. Inga underarter finns listade i Catalogue of Life.